# Självhat
Självhat eller självförakt brukar hänföras till känslor av extremt ogillande eller hat mot sig själv, att vara arg på sig själv eller ha fördomar mot sig själv. Begreppen kan även användas för att definiera ett ogillande och hat mot en grupp, familj, klass, psykisk sjukdom eller stereotyp till vilken man själv tillhör eller har tillhört. Ett exempel på detta kan vara självhatande jude eller "etniskt självhat", som båda är ett extremt ogillande av den egna etniska, religiösa eller kulturella gruppen. Vissa aspekter av självhat kan förknippas med autofobi.